# 爨習
爨習（？—？），漢族，建寧郡（今雲南省曲靖市）人，三國蜀漢政治人物。出身南中豪族，爨氏為當時南中四大姓之一，蜀漢重臣李恢的姑丈。
東漢建安十九年（214年）前為益州建伶縣令，後因罪被免官，李恢本被連坐免職，但時任益州太守的董和以爨氏為當地豪強，因此沒有免去李恢的官職。
蜀漢建興三年（225年）諸葛亮南征，諸葛亮收降爨習、孟琰與孟獲，爨習官至領軍，孟琰為輔漢將軍，孟獲則是御史中丞。
蜀漢建興九年（231年）春，諸葛亮北伐，李嚴負責後勤補給。夏秋之季，正逢陰雨連綿，糧草運輸供應不上，李嚴派參軍狐忠、督軍成藩傳話給諸葛亮，讓他撤軍，諸葛亮得到信後退兵。北伐大軍退還後，李嚴弄虛作假，欲逃脫責任，參軍偏將軍爨習等隨諸葛亮上表後主劉禪請求罷黜李嚴。